# Eugenio Guccione
Eugenio Guccione (Alia, 13 febbraio 1938) è uno storico italiano.

## Carriera professionale
Eugenio Guccione è stato professore ordinario di storia delle dottrine politiche all'Università di Palermo e direttore dell'Istituto di Studi Storici della Facoltà di Scienze Politiche, di cui per più di un decennio è stato il decano. Nel 2009 si è fatto promotore della nuova serie della rivista quadrimestrale «Storia e Politica», della quale, per il decennio successivo, è stato il direttore scientifico e responsabile. Collabora a «ho theológos», alla «Nuova Antologia» e alla «Rivista Storica del Socialismo». Nel 1985 è stato “International visitor”, su invito del Governo degli Stati Uniti, con permanenza in sedi universitarie americane (George Washington University, Loyola University di New Orleans, Louisiana State University Baton Rouge, Charleston Southern University, University of Pennsylvania, Harvard University). Negli Stati Uniti d'America è stato più volte relatore al "Consortium on Revolutionary Europe 1750-1850". Dal 1954 fa parte del Movimento Federalista Europeo. Il 18 gennaio 2012 è stato eletto presidente del Consiglio Nazionale del nuovo partito sturziano Italiani Liberi e Forti (ILeF), di cui è stato uno dei fondatori. Dall'anno accademico 2015-2016 al 2025 ha insegnato Filosofia Politica, come "professore invitato", alla Pontificia Facoltà Teologica di Sicilia. È stato organizzatore e direttore scientifico dei seguenti quattro Seminari internazionali tenutisi presso l’«Ettore Majorana Centre for Scientific Culture» di Erice: 1. -"Gioacchino Ventura e il pensiero politico d’ispirazione cristiana dell’Ottocento" (6-9 ottobre 1988); 2.- "Strumenti didattici e orientamenti metodologici per la storia del pensiero politico" (17- 19 ottobre 1991); 3. – "Luigi Sturzo e la democrazia nella prospettiva del Terzo Millennio" (7-11 ottobre 2000); 4. – "Machiavellismo e antimachiavellismo nel pensiero cristiano europeo dell’Ottocento e del Novecento" (2-3 dicembre 2010). Dei primi tre convegni ha anche curato gli Atti pubblicati dall’editore fiorentino Leo S. Olschki. Gli Atti del quarto convegno sono stati pubblicati sul n. 1/2011 della rivista quadrimestrale “Storia e Politica” edita dall’Università degli Studi di Palermo. Si è occupato del pensiero politico italiano e francese del XIX e XX secolo con ricerche sul cristianesimo sociale, sul cooperativismo, sul federalismo e sul rapporto tra la cultura laica e il movimento cattolico. Ha recuperato e curato, con ampia presentazione e note, un inedito di Gioacchino Ventura, venuto alla luce dopo più di un secolo e mezzo, dal significativo titolo "Dello spirito della rivoluzione e dei mezzi di farla terminare".